# Trotzbach
Der Trotzbach, als Schledde im Oberlauf Wiemecke genannt, ist ein knapp 21 km langer Bach auf der Nordabdachung des Haarstrangs und im Lößlehm-Gebiet der Hellwegbörde. Er ist ein linker Nebenfluss der Lippe. 
Als Verbandsgewässer sind der Trotzbach mit 8,52 km Länge und die Wiemecke mit 5,7 km ausgewiesen. Im Quellgebiet wird der Bach auch als Kreuzbach bezeichnet.

## Geographie

### Verlauf
Als Wiemecke entspringt er auf einer Höhe von 255 m ü. NHN nordwestlich von Brüllingsen in der Gemeinde Möhnesee und behält den Namen Wiemecke etwa bis zur Gemeindegrenze von Anröchte (Ortsteil Altengeseke) nach Erwitte (Ortsteil Seringhausen). 
Von dort ab fließt der Bach unter dem Namen Trotzbach durch den Westen der Gemeinden Erwitte und Lippstadt, bis er nördlich von Eickelborn auf einer Höhe von 68 m ü. NHN von links in die Lippe mündet.
Sein  20,9 km langer Lauf endet 187 Höhenmeter unterhalb seiner Quelle, er hat somit ein mittleres Sohlgefälle von 8,9 ‰.

### Einzugsgebiet
Das 54,66 km² große Einzugsgebiet des Trotzbachs liegt in den Hellwegbörden und im Mittleren Lippetal. Es wird über die Lippe und den Rhein zur Nordsee entwässert.
Es grenzt
- im Nordosten an das des Steinbach, einem Zufluss der Lippe
- im Osten an das des Glasebachs, einem Zufluss der Gieseler, die ebenfalls in die Lippe mündet
- im Süden an das der Ruhr
- und im Westen an das des Lippezuflusses Ahse.

Das Einzugsgebiet besteht zum größten Teil aus Ackerland.
Das Einzugsgebiet im Bereich des Oberlaufs wird von Kalk-, Kalkmergel- und Tonmergelgestein aus dem Kreidezeit dominiert. Der Mittellauf wird durch quartäre Schluff- und Feinsandschichtungen geprägt. Darüber hat sich Pseudogley-Braunerde abgelagert.

### Zuflüsse und Abzweigungen
Die zwei wichtigsten Zuflüsse des Trotzbachs sind im Bereich der Hellwegbörde, Ahe und Tiwecke. 
- Die Ahe mündet östlich von Horn, die Tiwecke südlich von Böckum.
- Die Tiwecke selbst nimmt mit Westbach und Ostbach zwei weitere Zuflüsse auf, die beide, wie die Tiwecke selbst, bei Berenbrock entspringen.

| Stat. in km | Name             | GKZ        | Lage   | Länge in km | EZG in km² | MQ in l/s | Mündung                           | Mündungshöhe in m ü. NHN | Bemerkungen                |
| ----------- | ---------------- | ---------- | ------ | ----------- | ---------- | --------- | --------------------------------- | ------------------------ | -------------------------- |
| 018,70      | N.N.             | 27856-112  | rechts | 001,3000    | 0001,3000  | 0000,0000 |                                   | 206,000000               |                            |
| 017,20      | In der Trift     | 27856-114  | rechts | 002,3000    | 0002,1000  | 0000,0000 | östlich der Herringer Höfe        | 180,000000               |                            |
| 016,30      | N.N.             | 27856-116  | rechts | 003,6000    | 0003,8000  | 0000,0000 | westlich von Herringsen           | 169,000000               |                            |
| 013,80      | Dorfbach         | 27856-118  | rechts | 001,9000    | 0002,4000  | 0000,0000 | bei Altengeseke                   | 139,000000               |                            |
| 007,20      | N.N.             | 27856-1192 | links0 | 002,3000    | 0000,6000  | 0000,0000 | Horn                              | 87,600000                | kreuzt sich mit 27856-132  |
| 007,10      | Ahe              | 27856-12   | rechts | 002,3000    | 0004,9000  | 0000,0000 | Horn                              | 87,500000                |                            |
| 007,10      | N.N.             | 27856-132  | links0 | 002,4000    | 0000,9000  | 0000,0000 | Horn                              | 87,500000                | kreuzt sich mit 27856-1192 |
| 006,00      | Lüne             | 27856-134  | links0 | 002,3000    | 0000,7000  | 0000,0000 | zwischen Horn und Millinghausen   | 84,000000                |                            |
| 005,00      | Mühlengraben     | 27856-14   | links0 | 001,9000    | 0002,0000  | 0000,0000 | zwischen Millinghausen und Bockum | 80,300000                | auch Pöppelgraben genannt  |
| 004,30      | Tiwecke          | 27856-2    | rechts | 005,0000    | 0008,4000  | 0000,0000 | bei Bockum                        | 78,000000                | auch Westbach genannt      |
| 003,50      | Flüttgraben      | 27856-92   | links0 | 001,9000    | 0001,4000  | 0000,0000 | nördlich von Bockum               | 77,000000                |                            |
| 002,10      | Große Hertgraben | 27856-94   | links0 | 002,5000    | 0001,3000  | 0000,0000 | südwestlich von Benninghausen     | 75,000000                |                            |
| 000,90      | Alleegraben      | 2785712    | links0 | 001,9000    | 0001,9000  | 0000,0000 | nordwestlich von Benninghausen    | 71,000000                | Abzweigung                 |

Anmerkungen zur Tabelle
1. ↑  Gewässerkennzahl, in Deutschland die amtliche Fließgewässerkennziffer mit zur besseren Lesbarkeit eingefügtem Trenner hinter dem Präfix, das einheitlich für den allen gemeinsamen Vorfluter Trotzbach steht.

### Orte
Die Orte sind in der Reihenfolge bachabwärts aufgeführt:
im Bereich der Wiemecke
- in Möhnesee
  - Brüllingsen
- in Bad Sassendorf
  - Herringsen
  - Neuengeseke
- in Anröchte
  - Altengeseke

im Bereich des Trotzbachs
- in Erwitte
  - Seringhausen
  - Schmerlecke
  - Horn
  - Millinghausen
  - Böckum
- in Lippstadt
  - Benninghausen
  - Eickelborn

## Natur und Umwelt

### Retention
Im Rahmen der Hochwasserrisikomanagement-Richtlinie sind Teile des Trotzbachs als Hochwasserrisikogebiete ausgewiesen.

### Naturschutzgebiet

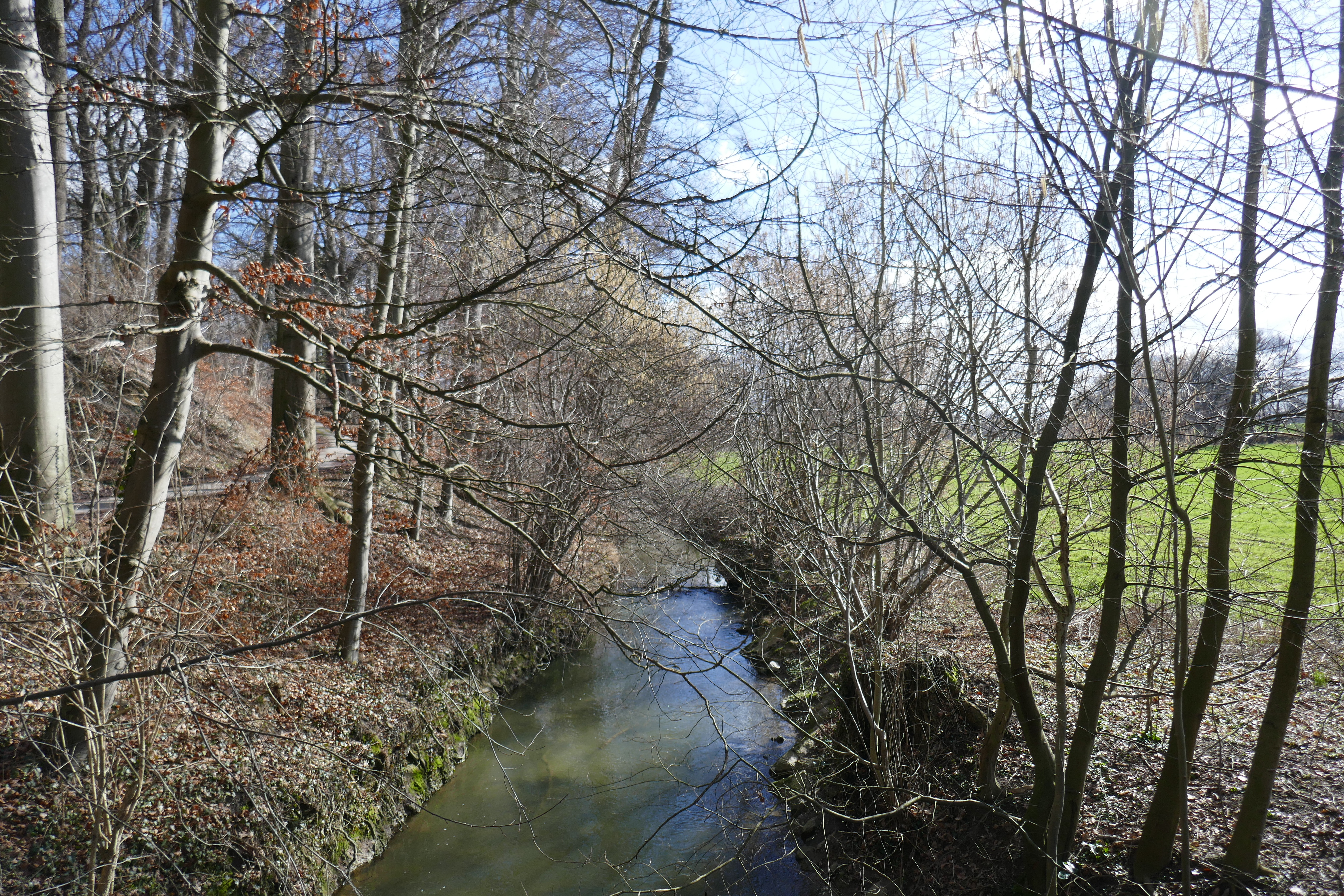
Trotzbach im Naturschutzgebiet „Trotzbach / Gut Alpe“

Am Unterlauf des Trotzbachs befindet sich das Naturschutzgebiet Trotzbach / Gut Alpe.
Im Bereich Horn-Millinghausen wurde der Verlauf des Trotzbachs umgelegt und renaturiert (in der Karte sind sowohl der alte und der neue Verlauf eingezeichnet).

### Flora
Im Naturschutzgebiet findet sich bachbegleitender Bärlauch-Buchenwald. Das Tal der Wiemecke zeigt, wo nicht durch Landwirtschaft überformt, die typischen Vegetationsformen der Trockentäler des nördlichen Haarstrangs.